# Pearce

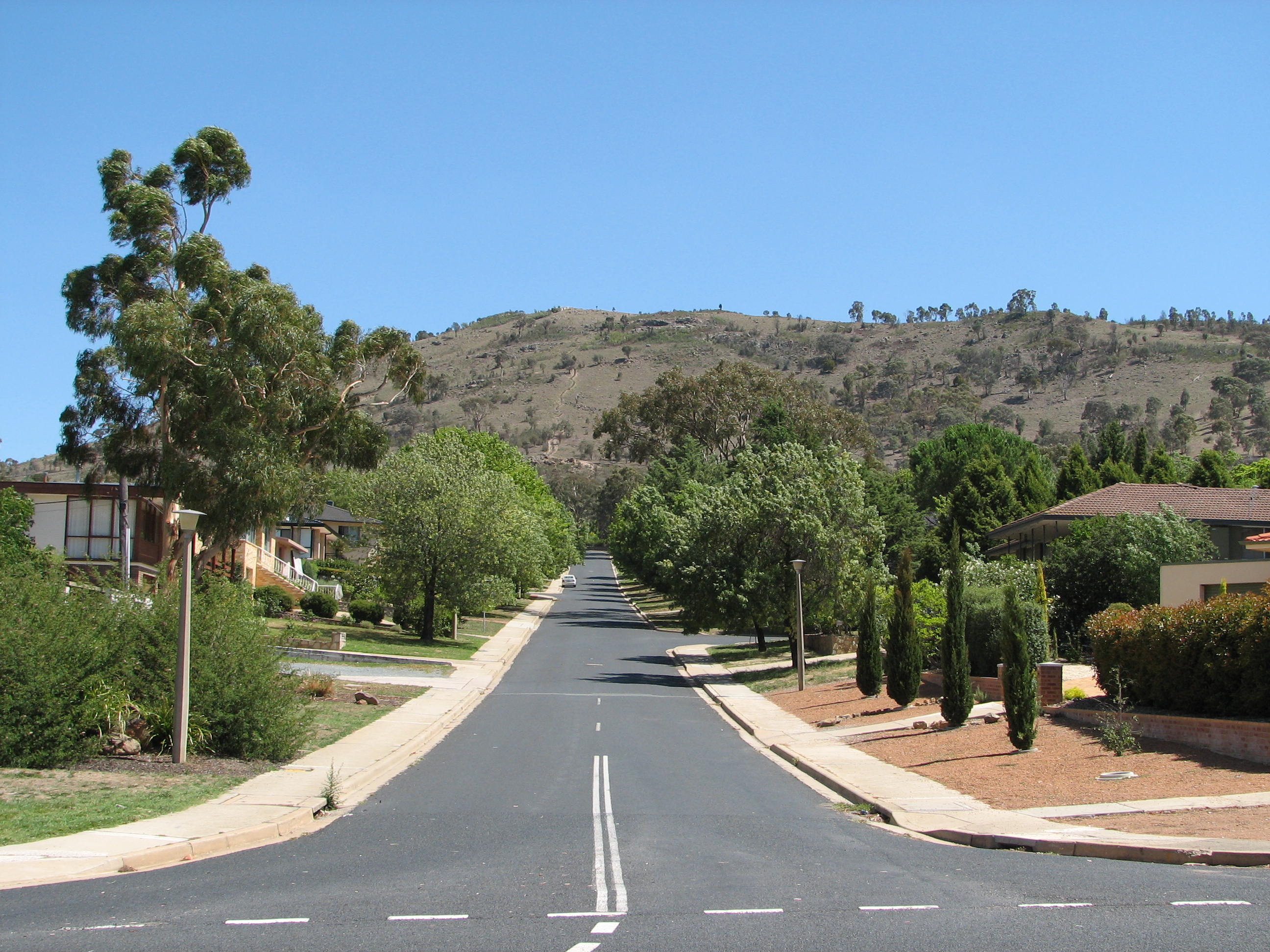
A Parkhill Street felől nézve, előtérben Pearce, háttérben a Mount Taylor

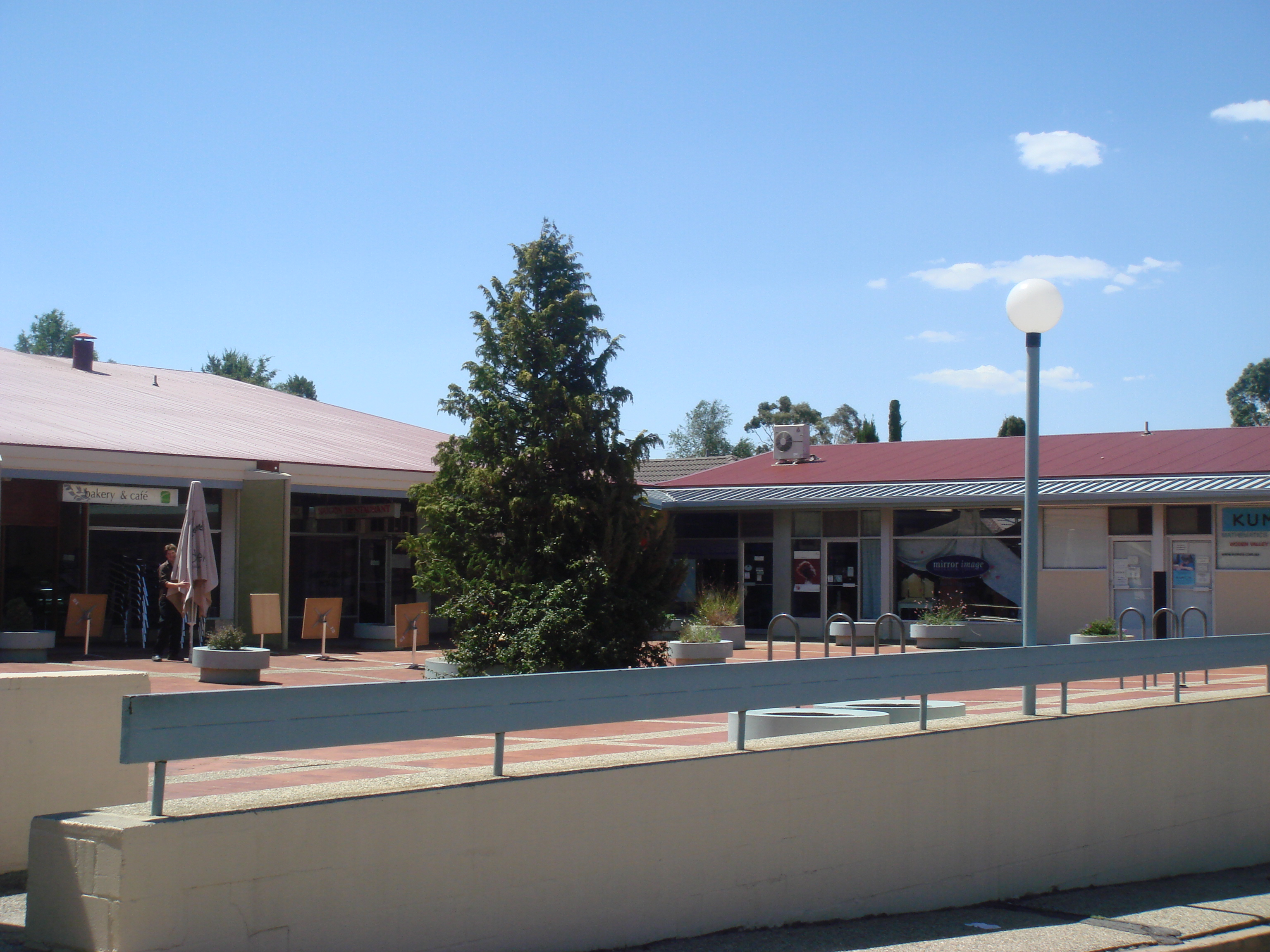
Pearce bevásárlónegyede

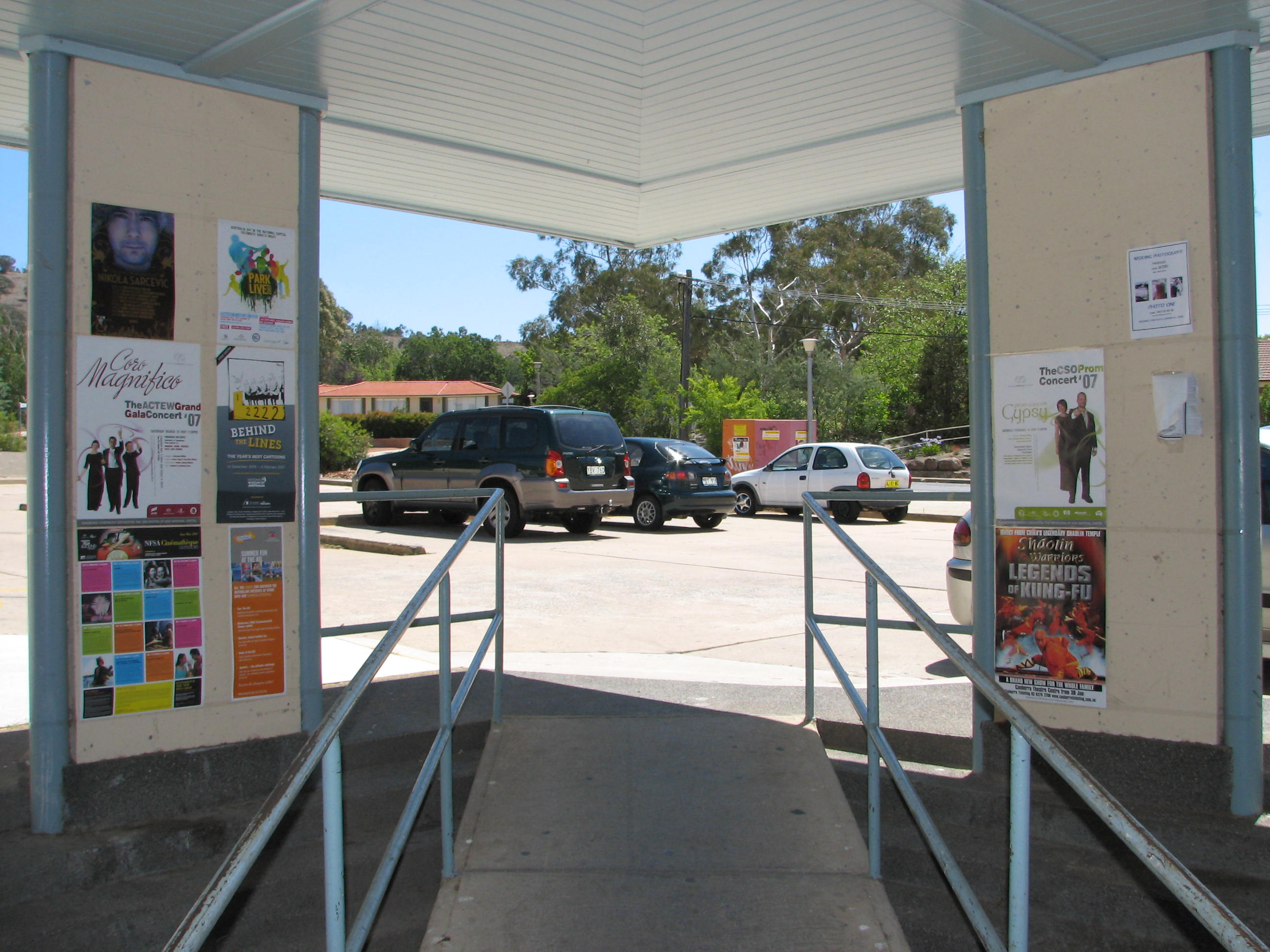
Hirdetőtáblák Pearce bevásárló negyedében

Pearce Ausztrália fővárosának, Canberrának egyik elővárosa Woden Valley kerületben.
A Pearce-hez legközelebbi külvárosok: Chifley, Philip,  Mawson, Torrens, valamint a Canberra Nature Park. A városrészt a Beasley St, a Melrose és az Athllon sugárutak szegélyezik. A városrészben található a Marist College (főiskola), Melrose High School (középiskola) és a Sacred Heart Primary School (általános iskola), továbbá egy ovális futballpálya.
Pierce az ország történetében eddig leghosszabb ideig szenátorként, illetve szintén leghosszabb ideig miniszterként szolgáló Sir George Pearce-ről kapta nevét.

## Földrajza
A területen a Deakin vulkán működésének köszönhetően a szilur földtörténeti korból származó szürkészöld és lila riodácit rétegei borítják, melyek felett negyedidőszaki üledéktakaró terül el a vidék délebbi részein. A terület felsőbb részein a Deakin vulkánból származó szürkészöld, krémszínű és lilás árnyalatú riolittufa kőzetei találhatóak.

## Fordítás
Ez a szócikk részben vagy egészben  a   Pearce, Australian Capital Territory című angol Wikipédia-szócikk ezen változatának fordításán alapul.  Az eredeti cikk szerkesztőit annak laptörténete sorolja fel. Ez a jelzés csupán a megfogalmazás eredetét és a szerzői jogokat jelzi, nem szolgál a cikkben szereplő információk forrásmegjelöléseként.